# Даниил Романович Галицкий

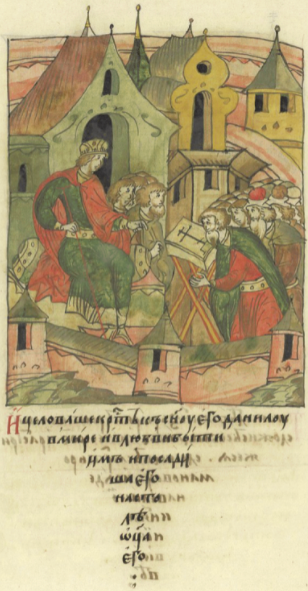
Бояре присягают Даниилу по смерти его отца

Дании́л Рома́нович (др. русск. Данило Романовичь, укр. Данило Романович, лат. Daniel Ruthenorum Rex) (1201, по др. данным 1204 — 1264) — князь галицкий в 1205—1206, 1211—1212, 1229—1231, 1233—1235 и 1238—1264 годах, князь волынский в 1215—1229, 1231—1233 и 1235—1238 годах, великий князь киевский (1240), православный король Руси с 1253 года, политический деятель, дипломат и полководец, сын Романа Мстиславича (из старшей ветви Мономаховичей, род Рюриковичей) и Ефросиньи-Анны.
После гибели отца в 1205 году стал галицким князем, но вскоре лишился престола. С 1215 года княжил на Волыни и к 1231 году завершил объединение волынских земель. В 1223 году участвовал в битве на реке Калке против монголо-татар.
В 1230 году и окончательно в 1238 году Даниил Романович овладел Галичем, передав Волынь брату Васильку Романовичу, а затем занял Киев (1240 год). Ведя упорную борьбу против засилья крупных бояр-землевладельцев, Даниил опирался на мелких служилых людей и городское население. Он содействовал развитию городов, привлекая туда ремесленников и купцов. При нём были построены Данилов, Холм, Львов, Угровеск, обновлён Дорогичин. В правление Даниила Галицко-Волынское княжество подверглось монгольскому нашествию (1240—1241).
В 1245 году в Ярославском сражении на реке Сан войска Даниила разгромили полки венгерских и польских феодалов, галицких бояр, что завершило его сорокалетнюю борьбу за отцовское наследство. Даниил Галицкий вмешался в войну за австрийский герцогский престол и в начале 1250-х годов добился признания прав на него для своего сына Романа. Рассчитывая на западных союзников в противостоянии с Ордой, согласился принять от Папы Римского в 1253 году королевский титул. Время княжения Даниила Романовича было периодом наибольшего экономического и культурного подъёма и политического усиления Галицко-Волынского княжества.

## Биография

### Ранние годы
После гибели Романа Мстиславича в Галицко-Волынском княжестве началась война между великокняжеской властью, широкими массами населения (включая рядовое боярство) и сподвижниками Романа из волынских бояр, с одной стороны, и крупным галицким боярством, стремящимся сажать на галицкий престол незначительных князей, зависимых от их воли, с другой. Часть историков рассматривают 40-летнюю борьбу за власть (1205—1245) как часть борьбы между различными ветвями Рюриковичей за Галицкое княжество, не имеющее собственной династии (1199—1245). Позиции сторонников сильной великокняжеской власти в первые 10 лет войны были осложнены малолетством Романовичей.
После гибели мужа вдова Романа Ефросинья-Анна в Саноке заключила с королём Венгрии Андрашем II соглашение о размещении венгерского гарнизона в Галиче для защиты Романовичей. В 1205 году попытка Рюрика Ростиславича, Ольговичей и половцев овладеть Галичем провалилась, но в 1206 году в преддверии их нового похода княгиня увезла Романовичей во Владимир-Волынский, и избежать нападения союзников (к которым присоединились и поляки) на Волынь удалось только благодаря приходу Андраша II с войском. Волынские бояре, в частности Вячеслав Толстый, Мирослав и Демьян, помогали княгине и Романовичам.
В Галиче, а затем и во Владимире по приглашению вернувшихся в Галицкую землю влиятельных бояр Кормиличичей (изгнанных Романом Мстиславичем) сели новгород-северские Игоревичи (ветвь Ольговичей) (1206), а Романовичи с матерью нашли убежище в Кракове, у Лешека Белого, в борьбе с которым погиб Роман. Даниил был отправлен Лешеком на воспитание к Андрашу II, который, воспользовавшись борьбой за власть в Галицкой земле, добавил к своему титулу приставку «Король Галиции и Лодомерии» («Dei gratia… Galliciae, Lodomeriaeque rex»). Между Лешеком и Андрашем последовало принципиальное соглашение о союзе, при этом Василько с матерью остались при краковском дворе. Согласно Галицко-Волынской летописи, король Андраш планировал устроить брак между Даниилом и своей дочерью, так как у короля не было сына («зане сына у него не бѣ»). Вероятно, речь шла о браке с Анной Марией, старшей дочерью и первым ребёнком Андраша II, родившейся на год раньше наследника — Белы IV.
Тем временем, в Галицкой и Волынской землях продолжалась борьба за власть. После изгнания Романовичей в 1206 году Владимир Игоревич послал «много даров» Андрашу II и Лешеку Белому. Это позволило Игоревичам сохранить власть в Галиче и Владимире. Но в 1208 году между братьями Владимиром Игоревичем Галицким, Святославом Игоревичем Волынским и Романом Игоревичем Звенигородским вспыхнула усобица. Роман выгнал Владимира из Галича. Раздором между братьями решил воспользоваться Александр Всеволодович Белзский, двоюродный брат Даниила и Василька Романовичей, который при помощи своих родственников и союзников — польских князей Лешека Белого и Конрада Мазовецкого захватил волынскую столицу. Это позволило Василько Романовичу с матерью вернуться на Волынь. Василько был посажен на княжении в Берестье, а затем по просьбе матери к владениям младшего Романовича был добавлен Белз.
В 1211 году братья Игоревичи развернули в Галиче репрессии против бояр, были убиты 500 человек (по летописи), в том числе влиятельные бояре Илья Щепанович и Юрий Витанович. Это вынудило боярских предводителей — Владислава Кормиличича, Судислава и Филиппа — бежать в Венгрию, где они попросили помощи у короля и призвали на княжение Даниила Романовича. Вместе с венгерскими войсками на Галич двинулись силы волынского князя Александра Всеволодовича Белзского, пересопницкого князя Мстислава Немого, из Белза, где княжил Василько, направились войска во главе с боярином Мирославом, кроме того свои войска в помощь Даниилу послал Ингварь Ярославич Луцкий и Лешек Белый. Объединённому войску удалось разбить силы Игоревичей и взять Галич. Святослав и Роман Игоревичи были повешены, Владимир Галицкий смог спастись бегством.
Даниил Романович вторично был посажен на галицкое княжение. Однако вскоре венгры покинули Галич, после чего галицкие бояре изгнали из города мать Даниила. Не желая расставаться с матерью, с которой только недавно воссоединился, Даниил плакал и собирался оставить город вместе с ней. Тогда бояре послали тиуна, чтобы вернуть Даниила. Тот неожиданно вынул меч и ударил коня под тиуном. Но мать убедила Даниила остаться в Галиче, а сама уехала к Васильке Романовичу в Белз. В следующем году Андраш II, недовольный тем, что бояре, пользуясь малолетством Даниила, фактически взяли власть в свои руки, вернул Анну в Галич. Недовольные этим бояре в 1212 году пригласили на галицкое княжение Мстислава Немого из Пересопницы. Даниил с матерью вынуждены были бежать в Венгрию. Тем временем, воспользовавшись отсутствием в Галиче Даниила и венгров, Александр Белзский подговорил Лешека Белого организовать на Волынские земли поход, в результате которого отобрал у Василько Романовича Белз. Преданные бояре сумели спасти Василько и увести его в Каменец.
Уже в следующем году бояре изгнали Мстислава Немого, после чего произошло уникальное для древнерусской истории событие — Владислав Кормиличич, человек не княжеского происхождения, «въехал в Галич и вокняжился, сел на Галицком столе». Это произошло с согласия Андраша II, который пытался отбить Галич у бояр, но в разгар похода получил известие об убийстве жены Гертруды и начале мятежа. В связи с этим Андраш временно отказался от планов по возвращению Галича, после чего Ефросинья-Анна с Даниилом уехала к Лешеку Белому в Краков, а оттуда Даниил с матерью направился в Каменец, где, наконец, воссоединился с братом. Лешек Белый с польскими и волынскими войсками предпринял попытку отбить Галич у Владислава Кормиличича. В этом походе (1213 год) юный Даниил впервые участвовал сам верхом на коне. Несмотря на то, что галицко-венгерские войска были разбиты, Лешек не смог взять Галич. Вместо этого в дополнение к Каменцу братья-Романовичи получили от польского князя Тихомль и Перемиль.
В 1214 году Андраш II разорвал союз с Владиславом Кормиличичем и откликнулся на призыв Лешека Белого, заявившего: «Не есть лепо боярину княжити в Галичи, но поими дщерь мою за сына своего Коломана и посади и в Галичи» (1214 год). В Спиши был заключён польско-венгерский союз, условием которого стало обручение пятилетнего венгерского принца Коломана и трёхлетней польской княжны Саломеи. Состоялся поход на Галич, Владислав был разбит и схвачен, князем Галицким стал Коломан (в 1215 году папа Иннокентий III разрешил Коломану титуловаться «королём Галицким»). После этого Лешек Белый попросил уступить Владимир-Волынский Даниилу и Василько Романовичам. Александр отказался это сделать, тогда Лешек выгнал его силой, а Волынское княжение отдал Даниилу и Васильку.

### Княжение на Волыни

Бюст королю Даниилу на территории Свято-Троицкого собора в Тернополе

В 1215 году венгерский король отнял у Лешка Белого Перемышль и Любачев. В ответ на это, Лешек инициировал поход своего союзника, новгородского князя Мстислава Удатного на Галич. Коломан был вынужден бежать в Венгрию. Узнав о приближении Мстислава, галичане во главе с боярином Судиславом послали за Даниилом, приглашая того на княжение, но, как сказано в летописи, «не успел приехать» (возможно, просто не захотел конфликтовать с мощнейшей на тот момент на Руси княжеской группировкой смоленских Ростиславичей). Мстислав занял Галич, но пробыл здесь недолго и вскоре вернулся на север, в Галич вернулся Коломан.
В 1217 году Даниил, недовольный союзом между польским князем и Мстиславом Удатным, решился выступить против поляков — это действие стало первым самостоятельным политическим актом молодого Даниила Романовича. В результате союз между поляками и Мстиславом распался, и новгородский князь заключил союз с Даниилом, выдав за него замуж свою дочь Анну. Позднее, благодаря тестю, давшему гарантию своего нейтралитета, отбил у Лешека пограничные земли. Это способствовало восстановлению венгро-польского союза против союза Мстислава с Даниилом. В 1219 году Мстислав с Даниилом заняли Галич, на который тут же направились венгерско-польские войска. Даниил руководил обороной Галича, но Мстислав неожиданно приказал Даниилу уехать из города, который вновь заняли венгры. В 1221 году Мстислав Удатный в третий раз пошёл в поход на Галич, в этот раз пленив королевича Коломана. Пленение сына заставило Андраша II вступить с Мстиславом в переговоры, итогом которых стало заключение мира — Мстислав остался княжить в Галиче, а на ещё одной дочери Мстислава, Марии, женился венгерский королевич Андрей.
В 1219 году братья Романовичи при посредничестве матери заключили мирный договор и союз со множеством литовских князей, в том числе, с пятью старшими князьями — Живибундом, Давьятом, Довспрунком, Виликиилом и Миндовгом. Союз имел явную антипольскую направленность, вскоре после заключения договора Даниил «навёл на ляхов литву».

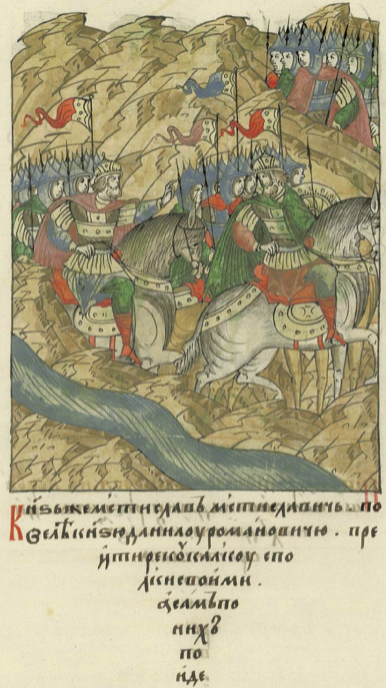
Мстислав Удатный просит Даниила Галицкого перейти реку Калку

Тем временем, в 1220-х годах монгольские войска, во главе которых стояли Джэбэ и Субэдэй, начали поход в земли Кавказа и Восточной Европы. В 1223 году монголы вторглись в половецкие земли, и хан Котян Сутоевич попросил помощи у русских князей. Мстислав Удатный, который был зятем Котяна, вместе с Даниилом откликнулись на призыв. Даниил участвовал в битве на Калке, где первым перешёл реку и сражался в центре. После вступления в бой главных монгольских сил Даниилу и Мстиславу удалось оторваться от погони (Даниил останавливался и пил из реки, только после чего «почувствовал рану на теле своём»), в отличие от двух других основных частей русского войска: преследуемой монголами до Днепра черниговской и вынужденной остаться в укреплённом лагере над Калкой киевской. Родство с Котяном помогло Даниилу и после смерти Мстислава, в 1228 году, когда он был осаждён в Каменце коалицией, состоявшей из Ростислава Пинского, Михаила Черниговского, Владимира Киевского. Обособленные (сепаратные) переговоры Котяна с Даниилом и уход половцев раскололи эту коалицию.
В середине 1220-х годов против Даниила, поддержанного поляками, дважды при поддержке Мстислава выступал Александр Белзский, но затем Мстислав признал, что был введён в заблуждение. В 1230 году, когда Даниил уже занял галицкий престол, был раскрыт боярский заговор, в котором участвовал и Александр. Тогда его княжество подверглось разгрому со стороны Романовичей, присоединено к их владениям. Александр в 1233 году был призван галицкими боярами на княжение в обход Даниила, был захвачен в плен и, по одной из версий, умер в заточении.
Дальнейшие события летопись описывает таким образом, что Мстислав Удатный, поддавшись на уговоры и обман бояр, решил передать Галич своему зятю, венгерскому королевичу Андрею (1227). Мстислав не хотел этого делать, так как желал передать Галич Даниилу, но бояре убедили Мстислава, сказав, что у королевича он сможет отобрать Галич, если захочет, в любой момент. Передача Галича Даниилу не рассматривалась именно по той причине, что исключала такую перспективу: «Княже, дай дщерь свою обрученую за королевича, и дай ему Галичь. Не можешь бо держати самъ, а бояре не хотять тебе… Аже даси королевичю, когда восхощеши, можеши ли взяти под нимь. Даси ли Данилови, в векы не твой будеть Галичь». В то же самое время Мстислав Немой завещал Луцкое княжество Даниилу в обход вотчинных прав своих племянников, старший из которых, Ярослав Ингваревич, овладел Луцком. По сообщению летописи, Даниил во время поездки в Жидичинский Николаевский монастырь, находящийся в 7 км от Луцка, отверг совет захватить Ярослава, но по возвращении из поездки послал на Луцк войска и перевёл Ярослава в Перемиль и Меджибож, но уже в качестве своего подручника.
После убийства Лешека Белого в 1227 году польской знатью Романовичи оказали его брату Конраду Мазовецкому помощь в междоусобной войне: вторглись в Великую Польшу, осадили город Калиш и взяли с него дань 1000 серебра (1229). Летописец отмечает, что «Иный бо князь не входилъ бе в землю Лядьску толь глубоко, проче Володимера Великаго, иже бе землю крестилъ».

### Междоусобная война в Южной Руси (1228—1236)

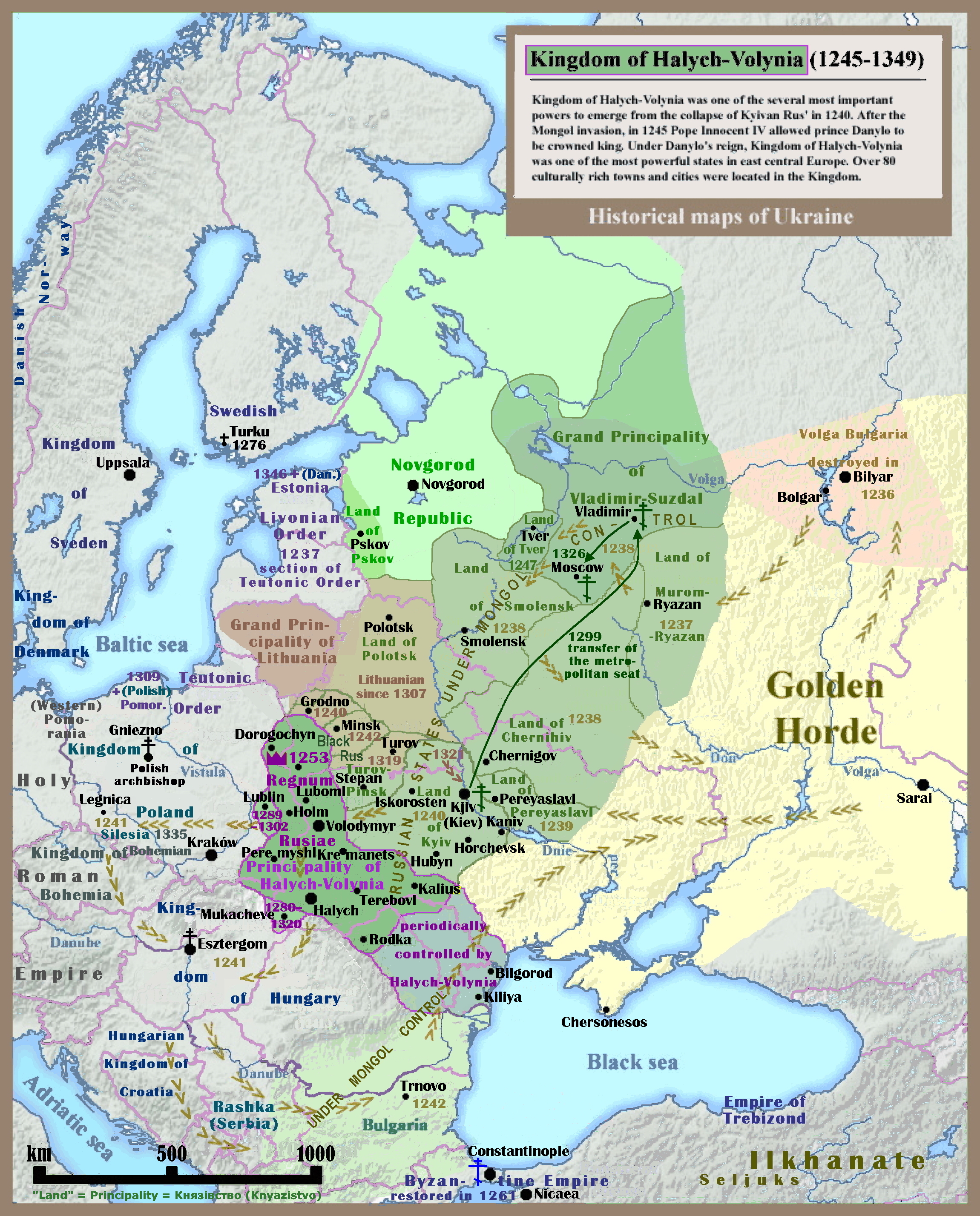
Галицко-Волынское княжество на карте Восточной Европы

В 1228 году Мстислав Удатный умер, и бояре, воспользовавшись «завещанием» князя, передали Галич венгерскому королевичу Андрею (Андрашу), сыну Андраша II и брату королевича Коломана. Часть бояр и городская община не приняли венгра и позвали на княжение Даниила. Результатом осады Галича (1229 год) стала потеря княжения королевичем Андреем, но Даниил отпустил его домой и проводил до Днестра.
В 1230 году начался очередной конфликт между Романовичами и Александром Белзским. Александр и его бояре были обвинены в подготовке заговора против Романовичей, якобы тех намеревались сжечь на пиру. За это Даниил отобрал у Александра Белз, после чего тот бежал в Перемышль.
В 1231 году, когда потерпевший неудачу в борьбе за Новгород Михаил Черниговский стал претендовать на Киев, Владимир Рюрикович отдал Даниилу Поросье за помощь в защите Киева. Поросье Даниил отдал «шюрятам своим», то есть сыновьям Мстислава Удатного, одним из которых был Изяслав После этого Даниил вновь начал конфликтовать с Александром, отобрав у него и Перемышль, тогда Александр бежал в Венгрию и стал призывать короля выступить против Даниила. Состоялся венгерский поход на Галич, который вновь занял королевич Андрей. Тогда Даниил заключил союз с Владимиром Рюриковичем Киевским и половцами, и в 1233 году вновь занял Галич. Королевич Андрей умер в ходе осады.
Тем временем, с конца 1220-х годов, в Южной Руси шла борьба за владение Киевом. В ней Даниил поддержал Владимира Рюриковича, своего союзника, который помог ему отвоевать Галич. В 1235 году галицко-волынские войска осаждали Чернигов, принадлежавший Михаилу Всеволодовичу, но вынуждены были отступить, а позже были разбиты под Торческом. Результатом разгрома стала потеря Владимиром Рюриковичем Киева (его занял Изяслав), а Даниилом — Галича (княжить в нём стал Михаил Всеволодович Черниговский). Крупнейшая междоусобица закончилась в 1236 году, когда Ярослав Всеволодович из суздальских Юрьевичей взял под свой контроль Киев, разорив по пути черниговские земли. Потеря Галича толкнула Даниила даже на то, чтобы 14 октября 1235 года в качестве вассала венгерской короны участвовать в коронации Белы IV в Фехерваре, но это не принесло результатов: при описании дальнейшей борьбы за Галич в 1237 году летопись упоминает у Михаила венгерский гарнизон (впрочем, есть и иная версия, согласно которой венгерский король все же оказал поддержку Даниилу). Ещё один участник междоусобицы и союзник Михаила Черниговского Изяслав смог также ненадолго овладеть Галичем впоследствии, не получив помощи от монголов (1254 год). Тогда Даниил, не зная об отсутствии татар в отряде Изяслава, послал против него сына Романа со словами: «Аще сами будуть татарове, да не внидеть ужасъ во сердце ваше», и Роман пленил Изяслава.
Весной 1238 (либо 1237) года Даниил вернул город Дорогичин, подаренный Конрадом Мазовецким Добринскому ордену: «Не лепо есть держати нашее отчины крижевникомь Тепличемь, рекомымь Соломоничемь». Галичем Даниил смог овладеть только в конце 1238 года, воспользовавшись уходом Ростислава Михайловича с боярами на Литву.

### Монгольское нашествие

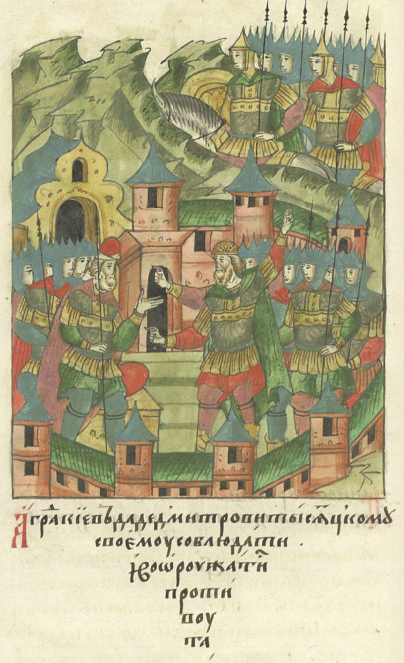
Даниил Галицкий передаёт Киев тысяцкому Дмитрию. Лицевой летописный свод XVI века.

В кампанию 1239—1240 года войска Монгольской империи обрушились на Южную Русь. Осенью 1239 года после жестокого штурма был взят Чернигов.
Весной 1240 года под Киевом, князем которого тогда был Михаил Черниговский появились монгольские войска под руководством Менгу. Михаил бежал из Киева «перед татары» сначала в Венгрию, потом в Силезию и в 1241 году оказался в Кракове.
Вся семья Михаила Черниговского, в том числе и его жена, сестра Даниила Галицкого, была захвачена в Каменце князем Ярославом, однако он отпустил пленников по просьбе Даниила. Ненадолго занявший Киев после бегства Михаила Ростислав смоленский был изгнан Даниилом (конец 1239/начало 1240). Даниил посадил в Киеве своего тысяцкого Дмитра. Однако в конце 1240 года Даниил, ещё до взятия монголами Киева, тоже бежал вместе с семьёй сначала в Венгрию, а потом в Польшу.
Даниил получил убежище у мазовецкого князя Болеслава Конрадовича, который выделил ему город Вышгород. Даниил находился там с семьей и братом Василько до тех пор пока не получил известие об уходе татар из Русской земли.
Взяв в конце 1240 года Киев, монголы не встретили серьёзного сопротивления в Галиче и на Волыни. Большинство городов, включая столичные Галич и Владимир, в течение нескольких недель были захвачены и разграблены. Поход Батыя в Польшу и Венгрию продолжался весь 1241 год, а в конце марта — апреле 1242 года начался медленный отвод войск. К концу 1242 года монголы сосредоточились в низовьях Дуная и далее двинулись в места постоянных кочевий. Все причерноморские и прикаспийские степи вошли в состав Улуса Джучи, а свою ставку Батый расположил в низовьях Волги. Земли Южной Руси стали граничить с левым крылом Улуса Джучи, находящимся под управлением оглана Мауци, и Галицкое княжество стало граничить с улусом нойона (эмира) Куремсы. Переяславская земля и южная часть Киевской земли оказалась под прямым управлением монголов. По мнению А. А. Горского в самом Киеве находился монгольский наместник — даругачин с момента взятия Киева монголами и до передачи его Ярославу Всеволодовичу в 1243 году.
Бежавшие князья начали возвращаться и пытаться восстановить свою власть в «отчинах». В 1241 году Романовичи вернулись и восстановили контроль над Волынью. Даниил располагался в своей новой резиденции в городе Холм. Ростислав Михайлович вернулся в Чернигов, а Михаил Черниговский вернулся в Киев, причем Даниил согласно их договору признал власть Михаила над Киевом. Однако Михаил жил не в городе, а «подъ Киевомъ во островѣ», что произошло по мнению А. А. Горского из-за находящегося в Киеве даругачина. Восстановлением контроля Даниила над Галичем воспротивились галицкие бояре, являющиеся мощной политической силой. Предводителем галичан в их борьбе против Даниила стал князь Ростислав Михайлович. Ростислав при поддержке болоховских князей предпринял неудачную попытку выбить наместников Даниила в галицком Понизье, что привело к разорению Даниилом болоховской земли.
В 1242 году галицкие бояре повели Ростислава Михайловича на Галич, но конфликт прервали возвращающиеся из Венгрии монголы. Их отряды «розгнаше» Ростислава в Киевской земле и тот бежал в Венгрию, где женился на дочери короля Белы IV. Зимой 1242—1243 годов Батый послал отряды богатырей Манмана и Балая, которые «возыскивали» Даниила с целью понудить его к визиту в
ставку Батыя, но Даниил сбежал из Холма к своему брату Василько Романовичу. Михаил Черниговский также получил требование прибыть к Батыю, но рассчитывая на поддержку венгерского короля, ставшего только что его сватом, бежал в начале 1243 года в Венгрию.
После ухода монголов из Венгрии Бела IV решил принять участие в борьбе за Галич и поддержал претензии на него своего зятя Ростислава Михайловича. Из-за напряженных отношений с Австрией Бела IV не смог эффективно помогать Ростиславу и поэтому привлек силы своего польского зятя — краковского князя Болеслава V Стыдливого. К венгерско-польскому войску присоединились галичские бояре и решающее сражение с силами Даниила и Василька Романовичей с пришедшими к ним на помощь венгерскими половцами, произошло 17 августа 1245 года под городом Ярославлем
(Ярославом). Армия Ростислава потерпела сокрушительное поражение.

### Отношения с монголами, католическим миром и балтскими язычниками

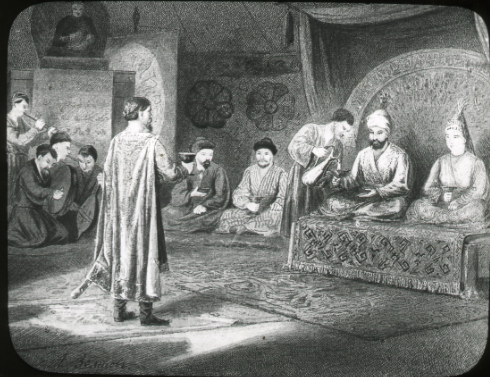
Князь Даниил Галицкий в ставке Батыя. Диапозитив стеклянный черно-белый, нач. XX в.

Победа Даниила в борьбе за Галич вызвала беспокойство в Золотой Орде. Даниил был вынужден в 1245—1246 годах поехать в Сарай, признать зависимость от ханов, чтобы сохранить государство. Хотя его приняли там довольно милостиво, но перенесённые унижения заставили южнорусского летописца заключить рассказ свой словами: «О злее зла честь татарская!»
Теперь уже мирные отношения с татарами, в свою очередь, подтолкнули запад искать союза с Даниилом. Знаменитый Плано Карпини уже по дороге в Орду, заговорил с Васильком, а затем и с самим Даниилом о воссоединении церквей. Король Венгрии Бела IV, отказавшийся выдать свою дочь Констанцию за Льва Даниловича в 1240 году, во время взятия монголами Киева, теперь сам возобновил сватовство, и брак состоялся в 1247 году; эта родственная связь повела к тому, что Даниил принял участие в борьбе венгерского короля с чешским из-за австрийского наследства (походы 1248 и 1253 годов), причём сын его Роман женился на наследнице австрийского герцогства в 1252 году и заявил свои притязания на эту область.
Оба предложения римским папой Иннокентием IV Даниилу королевской короны и помощи против Орды в обмен на католизацию русских земель хронологически совпадают с вышеупомянутыми галицкими походами. Даниил согласился принять королевский венец и в 1253 году был коронован в Дорогичине; в том же году установился недолгий мир с Литвой. Уже в 1253 году Иннокентий IV объявил крестовый поход против Орды, призвав к участию в нём сначала христиан Богемии, Моравии, Сербии и Померании, а затем и католиков Прибалтики, в числе которых с начала 1251 года была, хотя и временно, Литва во главе с королём Миндовгом. Однако Даниил уклонился от воссоединения церквей, и призыв к крестовому походу тоже остался лишь декларацией.
В 1250 году сподвижник Даниила митрополит Кирилл лично венчал во Владимире Андрея Ярославича владимирского с дочерью Даниила Анастасией, затем посетил Александра Невского в Новгороде, причём его приезд совпал с приездом папских послов. Но уже в 1252 году Андрей Ярославич был свергнут войском Сартака, а ярлык на великое княжение владимирское передан более лояльному брату Александру Невскому. В это время темником татарским в юго-западной Руси был Куремса, и первый эпизод его наступления на пограничные галицко-волынские земли — занятие Бакоты (в Подолии) — относится именно к этому времени. Затем он провёл ещё два похода (под Кременец и Холм), не принесших решительных результатов.

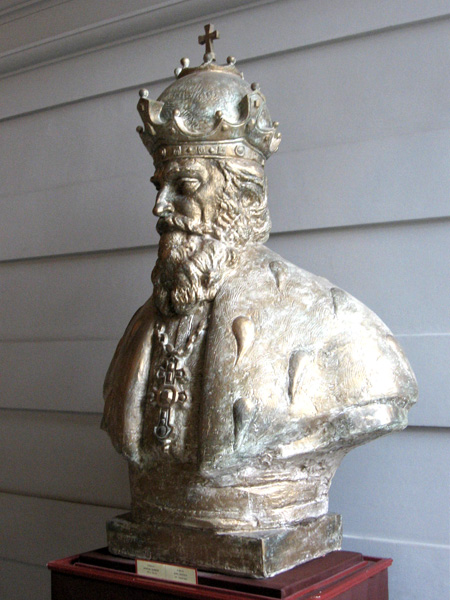
Современное скульптурное изображение Даниила Романовича

Не позднее 1248 года второй женой Даниила стала племянница великого князя литовского Миндовга дочь брата Миндовга (возможно, Довспрунка), сестра главного внутриполитического соперника Миндовга Товтивила. В 1249 году Даниил совершает поход на Литву. В 1254 году многолетняя борьба с литовцами утихла, Шварн Данилович женился на дочери Миндовга, а вернувшийся из Австрии Роман Данилович получил Новогрудок.
В конце 1254 года Даниил Романович в союзе с соседними христианскими королями принял участие в «крестовом походе» на язычников-ятвягов, закончившемся разгромом последних. В 1254—1255 годах Даниил очистил от татар Понизье и Киевскую землю, угрожая Киеву, которым по ярлыку владел Александр Невский. Но литовцы атаковали окрестности Луцка за то, что военные действия были начаты до их подхода, и Василько разгромил их. В том же 1255 году новый римский папа Александр IV разрешил Миндовгу воевать Русскую землю, после чего Даниил прекратил отношения с папой, сохранив королевский титул для себя и право на этот титул для своих преемников, которые именовали себя «Rex Russiae» и «duces totius terrae Russiae, Galicie et Ladimirie» («король Руси» или «князь всей земли русской, галицкой и владимирской»).
В 1257 году в Орде утвердился Берке, а в южную Русь в 1258 году был назначен Бурундай. В начале года литовцы атаковали Торжок во время отъезда Александра Невского в Орду, и в ответ Орда организовала поход на Литву с юга. Бурундай привёл на Волынь войско и заставил Романовичей сделать выбор между сопротивлением ему и совместным походом на Литву (1258), в который Даниил отправил командовать войсками своего брата Василько. В 1258 году, то есть незадолго до или уже во время этого похода князь Чёрной Руси Роман Данилович был взят в плен Войшелком и Товтивилом. Даниил отправил с монголами брата и Литва испытала на себе все ужасы татарского нашествия. Год спустя ситуация повторилась, на этот раз Бурундай заставил Романовичей срыть укрепления нескольких городов, затем с Васильком проследовал в Польшу и взял Сандомир. В 1260 году Даниил Романович отправил часть войска на помощь королю Венгрии Беле IV, так как последний вступил в очередной конфликт с богемским королём Пржемыслом Оттокаром.
В 1264 году, после литовских акций против Польши и Ордена, в том числе в союзе с северо-восточными русскими князьями, папа Урбан IV причислил русских, литовцев и татар к врагам христианской веры.

## Итоги правления
Даниил вёл борьбу с боярской олигархией и её ставленниками, стремящимися не допустить укрепление великокняжеской власти и распространения её на всё Галицко-Волынское княжество. Опирался на поддержку мелких и средних служилых феодалов и горожан, заинтересованных в укреплении княжеской власти. Даниил реформировал войско, сумел подавить боярские мятежи, один из которых мог закончиться для князя смертью, но его верный воевода Иоанн Михалкович (Михайлович) сумел разоблачить заговор и схватить 28 человек, большинство из которых было позже прощено. Несколько раз против Даниила вставали властные бояре Владислав, Судислав и Доброслав Судьич, присвоивший коломыйские соляные копи.
Монголо-татарское иго распространялось и на Галицко-Волынскую землю. Однако здесь присутствовали региональные особенности. Перепись здесь не проводилась, институт баскачества не утверждался, дань собиралась местными князьями. При этом
правители Галицко-Волынской земли активнее, чем князья других земель, использовались как вспомогательная воинская сила в походах на страны, не
подчинённые монголам.
Выделение огромных владений Васильку Романовичу (в дополнение к Владимиру затем Луцка, Пересопницы, Белза, Берестья) не привело ни к одному конфликту между братьями, в том числе тогда, когда Даниил был вынужден возвращаться на Волынь после неудач в борьбе за Галич (в противоположность ситуации при их отце и дяде в 1188 году). Даниил и его сыновья не противились передаче Волыни наследникам Василька (за исключением инцидента в 1288 году, когда Юрий Львович занял Берестье «своим молодым умом», а затем вынужден был покинуть его «с великим соромом»), но и Василько, в свою очередь, не препятствовал передаче Луцка в кормление Михаилу черниговскому в 1240 году и не вспомнил по смерти Даниила о своём старинном праве на Галич и согласился на его наследование Львом Даниловичем, правившим совместно с братьями Шварном и Мстиславом (до 1269 года).
Основав в 1230-х годах город Данилов в качестве своей резиденции, Даниил в 1245 году всё же решил сделать своей резиденцией (т. н. излюбленным городом) вновь устроенный им город Холм, об украшении которого очень заботился (по одной из версий перенёс в него столицу княжества из Галича).
В 1259—1262 годах происходит так называемая «последняя эмиграция» Даниила — период его отъезда, вызванного политическими неудачами (потерей нескольких союзников, войной с Литвой, появление в Галицко-Волынской земле Бурундая). В этот период по сообщениям источников Даниил пробует восстановить союз с королём Венгрии Белой IV, для чего участвует в битве при Кресенбрунне на стороне венгров. После сообщения о победе Василько над литовцами Даниил Романович возвращается в родную землю, где мирится со всеми родственниками (летопись описывает съезд князей после победы над Литвой, упоминая присутствие там множества младших галицких и волынских князей — родственников Даниила). Даниил умер в 1264 году и был похоронен в Холме. Летописец, оплакивая его смерть, называет его «вторым по Соломоне».

## Спорные вопросы биографии
Исследователи много раз обращали внимания на несколько спорных вопросов биографии и деятельности Даниила Романовича, которые объяснялись нечёткими сведениями источников. В частности, до сих пор дискуссионным является вопрос о происхождении матери Даниила, называемой в летописях «великой княгиней Романовой». Хотя выдвигались разные предположения (подробнее об этом см. статьи «Роман Мстиславич» и «Ефросинья-Анна»), сейчас широко распространена точка зрения, отстаиваемая А. В. Майоровым о том, что мать Даниила была дочерью византийского императора Исаака II и, соответственно, родственницей венгерского короля Белы IV, никейского императора Иоанна III, а также австрийского герцога Фридриха II Воинственного, что позволило Даниилу после гибели герцога заявить свои права на австрийскую корону (что было подкреплено браком младшего сына Данила Романа Даниловича с Гертрудой Бабенберг, племянницей герцога Фридриха II). Свою позицию Майоров излагает в целом ряде статей. Многие исследователи разделили взгляды Майорова и стали оценивать деятельность Даниила с учётом его династических связей с одной из правящих европейских династий — византийскими Ангелами.

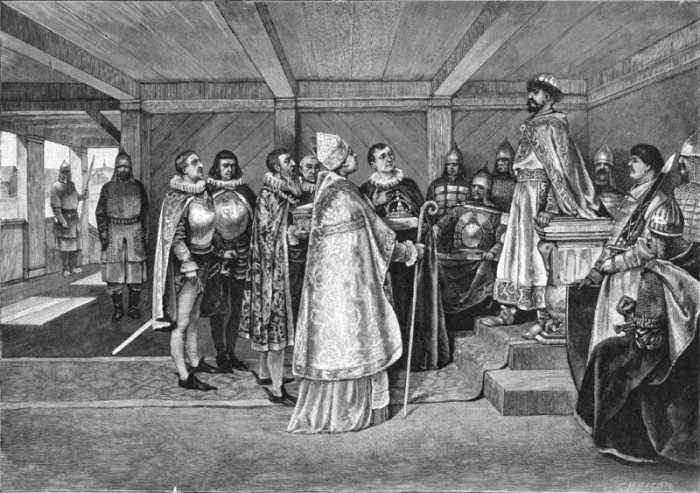
Папский нунций подносит князю Даниилу Романовичу королевскую корону. Гравюра Юлиана Шюблера по рисунку Клавдия Лебедева из собрания иллюстраций журнала «Нива», 1894 г.

Сейчас западноевропейская политика Даниила Романовича 1240-х — 1250-х годах расценивается не как исключительно антимонгольская. Даниил показан, как правитель княжества, входившего в европейские внешнеполитические блоки, где также участвовали Священная Римская империя, Королевство Венгрия, Никейская империя. Крайне спорным вопросом остаётся возможное участие Даниила Романовича в битве на Лейте между венгерскими войсками Белы IV и австрийского герцога Фридриха II, где последний был убит. По общепринятой версии, он был убит собственной знатью, но один из немецких источников зафиксировал, что герцог был убит в поединке с не названным по имени «королём Руси». А.В Майоров предполагает, что речь идёт именно о Данииле Романовиче (отмечая, что термин «король Руси» применялся к Даниилу Романовичу ранее). Ряд исследователей не соглашаются с таким предположением (отмечая, что Даниил едва ли смог добраться к лету 1246 года из Орды, где находился с конца 1245 года, а титул «короля Руси» отводят зятю короля Белы IV Ростиславу Черниговскому, даже несмотря на то, что тот после разгрома войсками Даниила под Ярославом, потерял свои владения и влияние на Руси). Но у данной точки зрения есть и сторонники.
В свете родства с византийскими императорами некоторые современные историки трактуют многие эпизоды деятельности Даниила Романовича. Например, использование им византийской императорской символики для поддержания своего международного статуса, а также одновременное течение двух процессов: переговоров Даниила с папой римским (завершившихся коронацией) и переговоров об унии между папой римским с одной стороны с Никейским императором и патриархом с другой. Тот же А. В. Майоров предполагает, что в конце 1230-х — середине 1240-х годов Даниил Галицкий, ранее поддерживавший герцога Австрии Фридриха II, присоединился к союзу императора Священной Римской империи Фридриха Штауфена и венгерского короля Белы IV, который был направлен как раз против австрийского герцога. Наградой за это стало признание Даниила при имперском дворе (ранее в документах он упоминался как «герцог Руси», а после этого стал упоминаться «король Руси».

## Память о Данииле Галицком
- Ян В. Г. Роман «Чингиз-хан» (1939).
- Югов А. К. Роман «Даниил Галицкий» (1944).
- Хижняк, А. Ф. Даниил Галицкий : Роман = Данило Галицький / Авториз. пер. с укр. И. Карабутенко. — М.: Сов. писатель, 1956. — 562 с. — 30 000 экз.
- Исай Калашников «Жестокий век» (1978).
- Художественный фильм «Даниил — князь Галицкий» (СССР) (1987), (реж. Ярослав Лупий), в роли — Виктор Евграфов.
- Художественный фильм «Король Данило» (Украина) (2018), режиссёр Тарас Химич, в роли — Сергей Ярмоленко
- В 2003 году учреждена государственная награда Украины — орден Данилы Галицкого.
- Во Львове, Галиче, Тернополе и Владимире-Волынском Даниилу Галицкому установлены памятники.
- В Ивано-Франковске его именем назван университет — Ивано-Франковский университет права имени Короля Данилы.
- В 2007 году компания «Оболонь» выпустила пиво «Король Данило» с портретом Даниила[41].
- В 2011 году во Львове новый аэропорт назван именем короля Даниила Галицкого.
- Во Львове имя Даниила Галицкого носят Львовский национальный медицинский университет имени Данила Галицкого и площадь.
- В честь короля Даниила названа 24-я отдельная механизированная бригада (Украина).

## Семья и дети
Отец
- Роман Мстиславич (* около 1150 года, убит около г. Завихвоста 19 июня 1205 года), Новгородский князь (1168—1170), Волынский князь (1173—1187, 1188—1205), Галицкий князь (1187—1188), Галицко-Волынский князь (1199—1205), великий князь Киевский (1203—1205).

Мать
- Анна (имя Анна княгиня приняла в монашестве, до этого в летописях известна как «княгиня Романова») (умерла после 1219 г.), Великая Княгиня киевская (1203—1205).

Жёны
- Анна Мстиславна Смоленская († до 1248 г.), дочь Мстислава Удатного. Жена Даниила не позднее 1219 года.
- Сестра литовского князя Товтивила, племянница литовского короля Миндовга. Жена Даниила не позднее 1248 года.

Братья
- Василько Романович (* 1203 г., † 1269 г.), князь Белзский (1207—1211), князь Брестский (1221—1231), князь Волынский (1231—1269).

Сёстры
- Феодора Галицкая († после 1200 г.), замужем за Василько, сыном Владимира Ярославича Галицкого с 1187 (1188) года.
- Мария Галицкая († после 1241 г.), замужем за Михаилом Черниговским не позднее 1200 года.

Сыновья
- Ираклий (*около 1223 г., † около 1240 г.)
- Лев Данилович (*около 1228 г., † около 1301 г.), наследник отца, князь Белзский (1245—1264), Галицкий (1264—1301); по версии ЭСБЕ король, перенёс резиденцию из Холма во Львов[42].
- Роман Данилович, (1258[43]/1260[44]/1288[45]), князь Слонимский(?), Луцкий (до 1260 г.), Новогрудский (1254—1260), женат на Гертруде, племяннице Фридриха II, последнего герцога Австрии и Штирии из династии Бабенбергов.
- Шварн Данилович, († 1269 г., похоронен в г. Холм), князь Галицкий и великий князь Литовский (1264 (1268)—1269), женат на дочери великого князя литовского Миндовга.
- Мстислав Данилович († 1292 г.) — князь Волынский (с 1289 г.)

Дочери
- Переяслава Даниловна († 12 апреля 1283 г.). замужем за князем Мазовии Земовитом I
- Анастасия Даниловна, замужем за великим князем Владимирским Андреем Ярославичем
- Софья Даниловна († ок. 1290 г.), с 1259 г. замужем за Генрихом V, графом Шварцбург-Бланкенбургским (ок. 1235—1287).

## Комментарии
1. 1 2  Лев Данилович назван «королём Руси» лишь в иностранных источниках дважды в связи с венгерскими событиями (1299).

«Божьей милостью князья всей Русской земли, Галиции и Владимирии» — так именуют себя Андрей и Лев Юрьевичи в грамоте от 9 августа 1316 года. Их преемник Болеслав-Юрий II, хотя и пользовался печатью, изготовленной по образцу печати Юрия I Львовича, но королевский титул также не употреблял. Следовательно, в титулатуре Юрий Львович выступает прямым и единственным в последующем ряду галицко-волынских князей восприемником Даниила Галицкого… Если исходить из посылки, что Юрий Львович явился продолжателем политики своего деда, то следует признать, что наиболее весомыми причинами принятия им королевского титула могли быть лишь усиление великокняжеской власти и распространение её суверенитета на всю территорию, входившую в состав Галицко-Волынского княжества во времена его наибольшего могущества.Шабульдо Ф. М. Земли Юго-Западной Руси в составе Великого княжества Литовского Архивная копия от 26 февраля 2012 на Wayback Machine. Владимир Львович известен только по польским хроникам в качестве «короля Руси».

После Юрия Галицко-Волынское княжество перешло к его сыновьям, Андрею и Льву. Они выступали некоторое время вместе, как соправители, называли себя «божьей милостью князья всея Руси, Галичины и Владимирии», но уже не употребляли королевского титула… В документах Юрий II называл себя «божьей милостью князь и дидыч королевства Руси» или «божьей милостью урождённый князь всея Малой Руси» и употреблял королевские печати Юрия I.Крип’якевич І. Галицько-волинське князівство. Київ, 1984 Архивная копия от 29 января 2012 на Wayback Machine.
2. ↑  Анна (имя жен и дочерей русских князей и государей) // Малый энциклопедический словарь Брокгауза и Ефрона. — 2-е изд., вновь перераб. и значит. доп. — Т. 1—2. — СПб., 1907—1909.
3. ↑  Толочко А. П. Известен ли год рождения Даниила Романовича Галицкого? // Средневековая Русь. Вып.7. М.,2007. В источниках имеется два указания на возраст Даниила. По сообщению Галицко-Волынской летописи двум сыновьям Романа в момент смерти отца (6713/1205) было два и четыре года. Традиционно это сообщение трактуется так, что Даниил считается старшим сыном. Однако в Повести о битве на Калке в составе той же летописи сказано, что на момент битвы (6731/1223) Даниилу было 18 лет.
4. ↑  В 1242 году Ростислав Михайлович и в 1254 году Изяслав ненадолго занимали Галич.
5. ↑  О. П. Лихачева, переводившая Галицко-Волынскую летопись дает иную трактовку летописного эпизода, согласно которой венгерский гарнизон был не в Галиче, а наоборот: «Было много угров у Даниила». Галицко-Волынская летопись// Электронная библиотека ИРЛИ РАН Архивная копия от 9 марта 2012 на Wayback Machine
6. ↑  Дата взятия Дорогичина является спорной. Общепринятой датой является 1238 год, однако ряд исследователей считают, что правильнее датировать выступление 1237 годом: Пашуто В. Т. Очерки по истории Галицко-Волынской Руси. М., 1950. С. 216—217.; Масан О. М. Добжинський орден: до історії дорогичинського інциденту 1237 року // Питання стародавньої історії, археології й етнографії. Чернівці, 1996. Вип. 2. С. 53-56. и Bartnicki M. Polityka zagraniczna księncia Daniela Halickiego w latach 1217—1264. Lublin, 2005. S. 158.
7. ↑  По различным версиям либо Ярославом Ингваревичем Луцким, либо Ярославом Владимирским
8. ↑  Половцы хана Котяна в 1239 году получили убежище от монголов на территории Венгрии. В марте 1241 после нападения Батыя на Венгрию их обвинили, что они лазутчики и союзники монголов. В Пеште произошло массовое убийство половцев, в котором погиб хан Котян и его окружение. Уцелевшие после попытки их полного истребления половцы-куны
вынуждены были бежать из Венгрии и искать себе новых покровителей
и союзников среди врагов Белы IV, поэтому они принимали участие
в битве под Ярославлем 17 августа 1245 года на стороне Даниила и Василька Романовичей
9. ↑  Майоров А. В. Между Никеей и Римом: коронация Даниила Романовича в свете внешней политики и династических связей Галицко-Волынских князей // Княжа доба: історія і культура / відп. ред. Володимир Александрович. Львів, 2011. Вип. 5.; Его же. Из истории внешней политики Галицко-Волынской Руси времен Романа Мстиславича // Древняя Русь. Вопросы медиевистики. 2008. № 34.
Майоров А. В. Русь, Византия и Западная Европа. Из истории внешнеполитических и культурных связей ΧII-ΧIII вв. СПб., 2011
Майоров А. В. Греческий оловир Даниила Галицкого: из комментария к Галицко-Волынской летописи // ТОДРЛ. Т. 62.

## Летописи
- Летописи русские (преимущественно Ипат., дополняемая Лавр., Новг., Ник. и Воскр.)
- Летописи польские (важнее других Длугош, пользовавшийся неизвестным источником, и Стрыйковский)
- Летописи венгерские и австрийские;
- Летописи литовски, так назыв. Быховца, издан. Нарбутом.
- Акты сохранились только папские, в «Hist. Ros. Mon.». Важно также путешествие Плано-Карпини (русский перевод издан Языковым: «Пут. к татарам»).